# Biserica de lemn din Leurda II

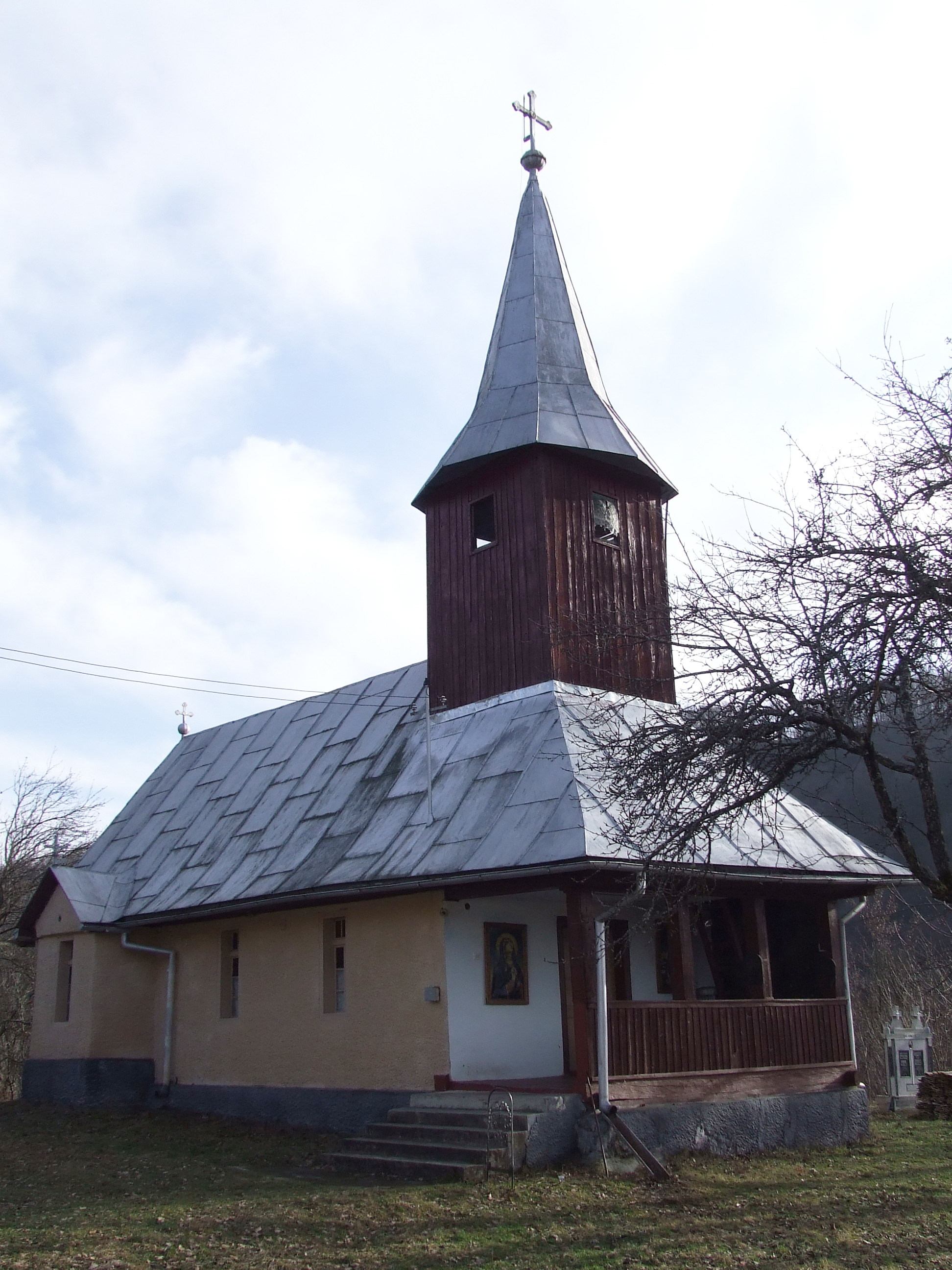
Biserica de lemn din Leurda, județul Cluj adusă din localitatea Rohia. Foto: 2010

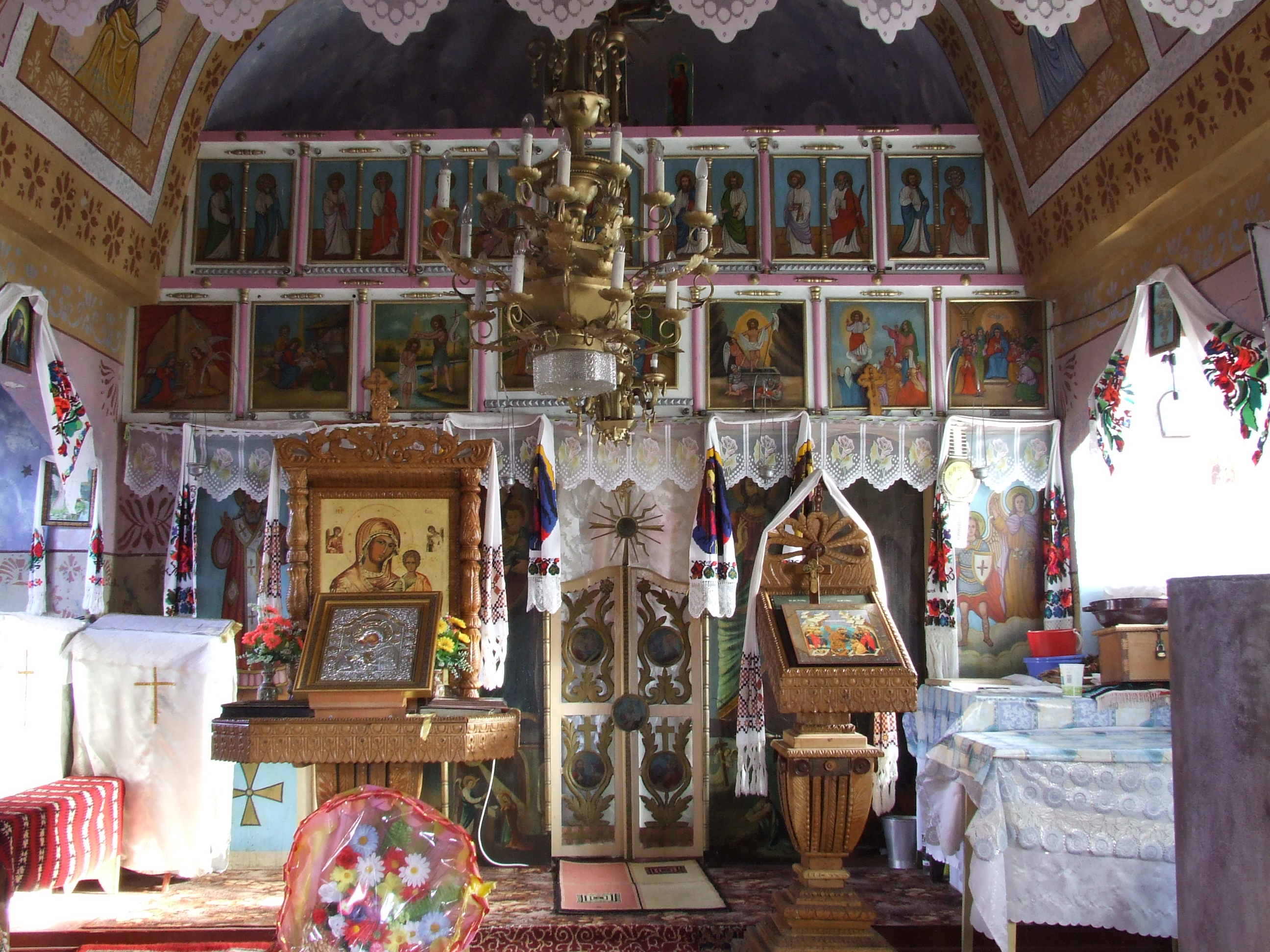
Biserica de lemn din Leurda, județul Cluj. Iconostasul. Foto: 2010

Biserica de lemn din Leurda aflată în localitatea omonimă din județul Cluj este singura biserică ce se află în sat, după transferarea bisericii de lemn greco-catolice la muzeul din Bistrița în anul 1998. Folosită de comunitățile ortodoxe din Leurda și Sălătruc, biserica este poziționată oarecum ciudat, fiind construită la marginea satului Leurda dinspre satul Sălătruc tocmai pentru a fi aproape de ambele localități. Are hramul "Sfinții Arhangheli Mihail și Gavriil" și nu figurează pe lista monumentelor istorice.

## Istoric și Trăsături
Viața religioasă în zona satului Leurda datează dintr-o vreme mai îndepărtată decât înființarea satului. Crucea de piatră, amplasată la 27 mai 1933 pe malul văii ce trece pe lângă biserică a fost ridicată în amintirea "fraților mei călugări, omorâți de ungurii catolici și mănăstirea arsă în anul 1748".
Satul, ca așezare, s-a format relativ recent, începând din anul 1858 când locuitori din satul învecinat, Gârbău Dejului, au început să își construiască case pe aceste dealuri, ulterior satul dezvoltându-se. La 1880, odată cu trecerea la uniație, este adusă biserica veche, de lemn din Chiuiești, biserică care a fost mutată și restaurată în anul 1998 la Muzeul din Bistrița. De precizat faptul că la începutul secolului XX, în Rohia existau două biserici de lemn, una ortodoxă - construită la 1893 și una greco-catolică - construită în 1790 iar istoricul parohiei nu consemnează care dintre aceste biserici a fost adusă ulterior în Leurda. Referitor la acest aspect aflăm dintr-o lucrare consacrată Bibliei de la Bălgrad, lucrare realizată cu sprijinul Mănăstirii Rohia, că biserica din Dâmb, construită în anul 1790 a fost cea mutată la Leurda.
Sub aspectul planimetriei, biserica prezintă un plan dreptunghiular ce se încheie spre est cu absida altarului, decroșată, poligonală cu cinci laturi. Intrarea în biserică se face prin partea de vest, prin intermediul unei prispe. Interiorul edificiului este compartimentat în pronaos, naos și altar. În zona naosului, spre altar, biserica are pe fiecare latură câte un apendice, tot din lemn. În aceste spații create se găsesc băncile cantorilor și a diacului. Pronaosul are un tavan drept, din scânduri în timp ce naosul este acoperit de o boltă seminirculară. Absida altarului este acoperită de o boltă formată din cinci calote sferice alăturate. Naosul și pronausul sunt demarcate, mai mult simbolic, de un perete ce are obișnuitele deschizături. Turnul bisericii amintește de cel al bisericii de lemn din Gârbău Dejului.